# Курочкина, Татьяна Ивановна (искусствовед)
Татьяна Ивановна Курочкина (6 марта 1927, Москва — 25 марта 2025, Москва) — советский и российский искусствовед, художественный критик и педагог, кандидат искусствоведения (1953). Член Союза художников СССР (1982) и Московского Союза художников с 1992 года. Член-корреспондент РАХ (2012). Заслуженный работник культуры РСФСР (1988).

## Биография
Родилась 6 марта 1927 года в городе Москва.
С 1945 по 1950 год обучалась на искусствоведческом отделении Филологического факультета МГУ, который закончила с отличием. С 1950 по 1953 год обучалась в аспирантуре в НИИ теории искусств АН СССР. С 1958 по 1961 год получала второе высшее образование на вечернем факультете совершенствования дипломированных специалистов Московского государственного педагогического института иностранных языков имени Мори́са Торе́за. С 1980 года — консультант Студии изобразительного искусства Дома учёных РАН СССР и советник Отделения графики РАХ. С 1974 по 1991 год была организатором графических выставок от Министерства культуры СССР и экспозиции их в зарубежных странах, была участницей II Международного симпозиума по искусству графики проходившего в Индии и Иране.
Основные работы в области исследования творчества русского художника И. Н. Крамского, а также творчества советских художников Д. А. Шмаринова и А. М. Каневского. Статьи Курочкиной о дореволюционном и современном русском искусстве печатались в журналах «Художник», «Наше наследие», «Искусство», «Творчество», «Детская литература», «Советская женщина».
Основные труды: монографии «Д. А. Шмаринов» (1965), «А. М. Каневский» (1974), «Иван Николаевич Крамской» (1980), «Л. Н. Толстой и изобразительное искусство» (1981), «Орест Верейский» (1983), «Рафаэль» (1987), 4-й том «Кукрыниксы» и «Михаил Васильевич Куприянов» (1988), «И. Н. Крамской» из серии «Русские художники XIX века» (1989).
Её статьи так же публиковались в зарубежных странах, в том числе во Франции, ГДР, Индии, Алжире и Болгарии.
В 1978 году Татьяна Ивановна Курочкина защитила диссертацию на соискание учёной степени кандидат искусствоведения по теме: «Иван Николаевич Крамской-портретист». В 1982 году избрана членом Союза художников СССР, в 1992 году — членом Московского Союза художников. В 2012 году была избрана член-корреспондентом РАХ по Отделению графики.
В 1988 году Указом Президиума Верховного Совета РСФСР «За заслуги в области искусства и культуры» Т. И. Курочкина была удостоена почётного звания Заслуженный работник культуры РСФСР.
Умерла 25 марта 2025 года в возрасте 98 лет.

## Награды
- Орден Дружбы (1998 — «За заслуги перед государством, большой вклад в укрепление дружбы и сотрудничества между народами, многолетнюю плодотворную деятельность в области культуры и искусства»)[6]
- Медаль «Ветеран труда» (1982)[1]
- Медаль «В память 850-летия Москвы» (1997)[1]
- Заслуженный работник культуры РСФСР (1988 — «За заслуги в области искусства и культуры»)[3]
- Серебряная медаль АХ СССР (1978)[1]
- Золотая медаль РАХ (2007)[1]